# Затока (роз'їзд)
Затока — роз'їзд (колишня станція) 5-го класу Львівської дирекції Львівської залізниці на перетині двох ліній Львів — Мостиська II та Затока — Яворів між станціями Мшана (8 км) та Городок-Львівський (9 км). Розташований в селі Заверешиця Львівського району Львівської області.

## Історія
Станція відкрита 1951 року. У 1972 році станція електрифікована постійним струмом (=3 кВ) в складі дільниці Львів — Мостиська II (завдовжки 83 км). Згодом станція Затока переведена до категорії роз'їзд.

## Пасажирське сполучення
На платформі Затока зупиняються приміські електропоїзди сполученням Львів — Мостиська II та Львів — Шкло-Старжиська.